# 九八式直接協同偵察機

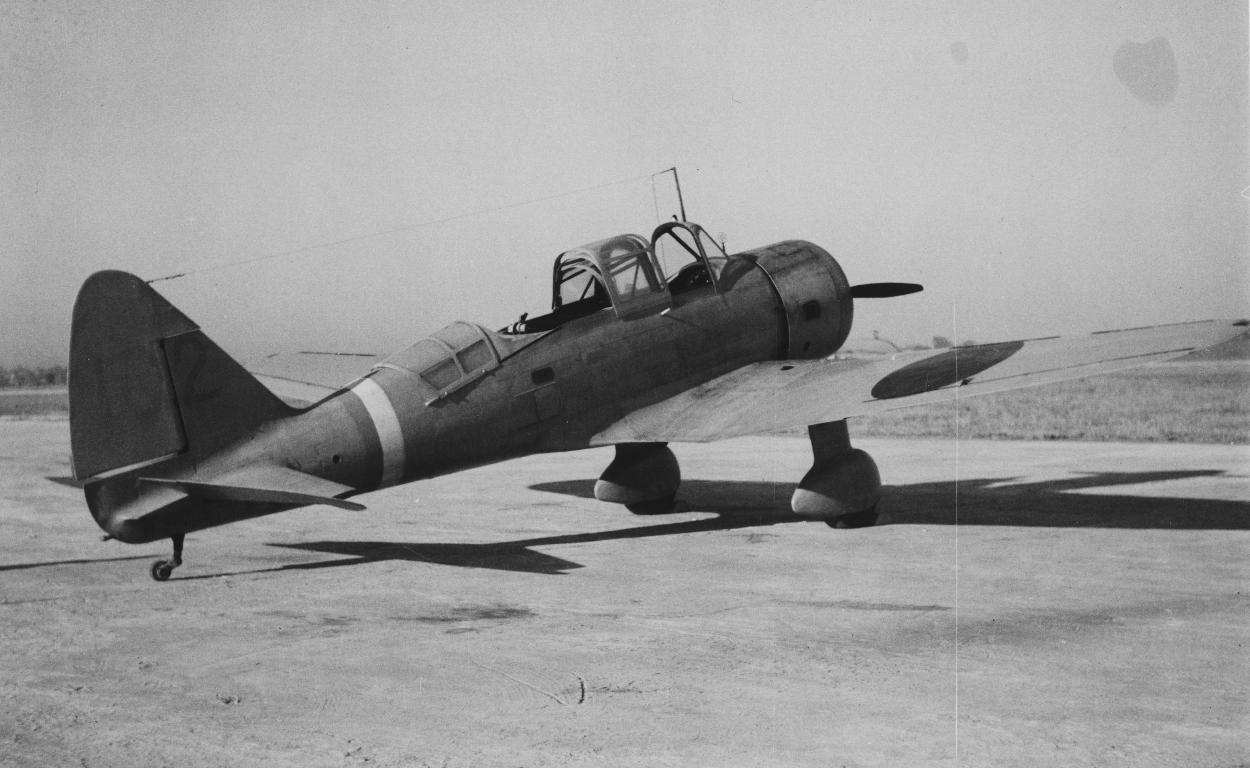
九八式直接協同偵察機

九八式直接協同偵察機，簡稱為九八式直協偵察機或九八直協，正式標號ki-36，美軍代號為「Ida」。為第二次世界大戰時期舊日本陸軍使用的偵察機，由立川飛機公司設計製造。

## 開發起源與歷史
1937年舊日本陸軍為了取代九二式偵察機與九四式偵察機，向立川飛機公司提出開發能與地面部隊合作、進行作戰偵測、以及對地面攻擊的近距離偵察機。雖然是立川飛機公司首度開發的全金屬製飛機，但因為從陸軍取得九七式司令部偵察機的資料，因此很順利的於1938年4月完成第一號實驗機。
Ki-36擁有全金屬製的低翼單葉發動機、一體成型的機體、以及為下方視線而外翼前緣向後13度的主翼（也因此在某些狀況下容易失速）。為了在不平的地面起降而採用固定式起落架，考慮到視線也在機體下部裝設大型觀測窗。
試驗結果良好的緣故，1938年10月九八式直接協同偵察機成為制式裝備。
操縱簡單、低速時的安定性佳、引擎故障少又容易維修、因為單葉機的關係又可短距離起降，使其得到前線部隊的好評。無論偵察、指揮、連絡、對地攻擊，一直到二戰結束都活躍著，也是神風特攻隊的用機之一。
因為操縱簡單，也在改造成教練機後以九九式高等練習機之名成為制式裝備。也有在起落架上安裝捉勾並增強性能的型號（ki-72），不過僅止於計畫。
二次世界大戰結束後，泰國、印尼、中華人民共和國等地的軍隊也有在1950年代使用一部份的九八直協。
從1938年11月開始生產，到1940年時一度停產，但又因為前線的要求於1942年繼續生產。總生產數為1334架（也有1333架的說法）。
除了立川飛機公司外，川崎重工業也有生產本機。

## 性能諸元
- 發動機： HA13甲 氣冷九汽缸引擎（515馬力）
- 乘員數： 2
- 長度： 8公尺
- 翼展： 11.80公尺
- 高度： 3.3公尺
- 主翼面積： 18.10平方公尺
- 重量： 1,247公斤
- 全武裝重量： 1,649公斤
- 最高空速： 349公里／時
- 航程： 1,100公里
- 武裝： 7.7公釐機槍兩挺  12.5公斤炸彈十枚（裝設於機翼下），特攻作戰時改於機身下方裝設500公斤炸彈一枚。